# Obrium gynandropsidis
Obrium gynandropsidis är en skalbaggsart som beskrevs av Leon Fairmaire 1849. Obrium gynandropsidis ingår i släktet Obrium och familjen långhorningar.
Artens utbredningsområde är Samoa. Inga underarter finns listade i Catalogue of Life.